# Politikon zoon
Politikon zoon (łac. animal sociale) to w dosłownym tłumaczeniu zwierzę polityczne inaczej istota społeczna. Arystotelesowska definicja człowieka jako istoty z natury zdolnej do uczestnictwa w życiu społecznym i politycznym państwa. 

## Kontekst metafizyki Arystotelesowskiej
Zrozumienie arystotelesowskiej koncepcji człowieka jako istoty społecznej jest niemożliwe bez ukazania jej w kontekście podstawowych założeń metafizyki Arystotelesa, jak materia i forma bytu czy  jego możność i akt.

### Pojęcie ruchu
Materia jest biernym elementem bytu, w którym "tkwią" możności. Forma wprawia materię w ruch, a ruch urzeczywistnia możności poprzez ich aktualizację. Podstawą tej filozofii bytu jest aktywność i zmiana - każdy byt istnieje na sposób dynamiczny, istnieje tylko o tyle, o ile akt urzeczywistnia możności materii. Brak ruchu dla Arystotelesa jest tożsamy z brakiem życia, brakiem istnienia - dla zaistnienia potrzeba stałej aktualizacji materii przez formę czyli urzeczywistniania możności w akcie. Byt może zaistnieć w sposób bardziej lub mniej pełny, zależnie od tego, w jakim stopniu zostaną urzeczywistnione posiadane przezeń możności. Byt, także ten jego szczególny przypadek, jakim jest człowiek, istnieje w sposób aktywny i o tyle istnieje, o ile jest aktywny, o ile dąży do samo urzeczywistnienia.

### Celowość
Kolejną podstawową zasadą myśli Arystotelesa jest przyjęcie założenia o celowościowej konstytucji świata i wszystkich bytów: naturę każdego bytu wyznacza cel, który ma on osiągnąć - własny, odrębny od innych i niepowtarzalny (Polityka 1252b). Można by powiedzieć, że byt istnieje dokładnie w taki sposób, aby najlepiej służył wypełnieniu tego celu – to cel właśnie, rozumiany jako swoiste, właściwe każdej rzeczy zadanie, wyznacza istotę, czy też wewnętrzną strukturę bytu: Istota każdej rzeczy leży w jej zadaniu praktycznym i zdolności jego wykonania (Polityka 1253a). Wypełnienie celu jest tożsame z urzeczywistnieniem kresu możliwości rozwoju danego bytu; powraca w tym momencie zagadnienie wizji bytu jako zmieniającego się, dążącego do swojej pełni, dynamicznego, nie zakończonego. Dopiero u kresu swojego powstawania byt istnieje w pełni i urzeczywistnia swoją naturę, którą jest właściwość osiągnięta u kresu powstawania (Polityka 1252b). W aspekcie filozoficznym należy zatem o każdym bycie mówić ze względu na kres jego rozwoju i wypełnienie właściwej mu funkcji; stwierdzenie tego celu jest punktem odniesienia i porównania dla dokonywanych przez filozofa ocen. Przez wypełnienie właściwej sobie funkcji byt urzeczywistnia pełną (w zrelatywizowaniu do własnych możliwości, czyli możliwą do osiągnięcia dla siebie) doskonałość i istnieje po to, aby tę doskonałość urzeczywistnić przez zrealizowanie właściwego sobie zadania. Swoistą funkcję powinien także wypełniać człowiek.

## Kontekst antropologii arystotelesowskiej
Nie sposób zrozumieć koncepcji uczestnictwa obywateli w życiu publicznym bez uprzedniego odniesienia się do konstytucji wewnętrznej człowieka. Arystoteles nie oddziela duszy od ciała, traktuje je jako jedność, natomiast w tym, co tłumacze oddają jako duszę, a co dla Arystotelesa jest formą bytu - człowieka, wyróżnia trzy części. Na poziomie najniższym znajduje się część nierozumna, wegetatywna, wspólna człowiekowi ze zwierzętami; przeciwwagę dla niej stanowi część rozumna w znaczeniu właściwym, dianoetyczna, tzw. rozum teoretyczny: zdolność poznania naukowego i logicznego rozumowania, łączenia sądów. Arystoteles nazywa go też umysłem czynnym. Natomiast umysłem biernym nazywa tę część duszy, która pośredniczy pomiędzy nimi,  część uczestnicząca poniekąd w rozumie, podporządkowana rozumowi teoretycznemu ze względu na powinność posłuszeństwa wobec niego, a zarazem kierująca działaniami człowieka - zdolność żywienia pragnień, określana także mianem mądrości praktycznej czy rozsądku - phronesis. Jest ona etyczną częścią duszy, a zatem bezpośrednio odpowiedzialną za wyznaczanie zachowań człowieka.

## Etyka
Można wyodrębnić następujące spełniane przez etyczną część duszy ludzkiej funkcje. Są one ściśle ze sobą powiązane: 
1. - rozpoznawanie prawdę w kontekście postępowania, rozróżnianie czynów właściwych z moralnego punktu widzenia (ze względu na zamierzony do osiągnięcia cel) oraz
2. - sterowanie pragnieniami w taki sposób, by postępowanie człowieka było zgodne z poznaną prawdą i dobrem, z przyjętym celem. Doskonalenie dianoetycznej części duszy jest związane ze zdobywaniem wiedzy i nauką, podczas gdy zdolność żywienia pragnień, część etyczna, doskonali się poprzez praktykę postępowania i kształtowanie nawyków. Cnoty [etyczne] nie stają się naszym udziałem ani dzięki naturze, ani wbrew niej, lecz z natury jesteśmy zdolni do ich nabywania, a rozwijamy je w sobie dzięki przyzwyczajeniu. (Etyka nikomachejska 1103a 24n). Cnoty dianoetyczne wymagają dla swego rozwoju doświadczenia i czasu oraz specyficznych uzdolnień, osiągnąć je mogą tylko niektórzy, natomiast cnoty etyczne, związane z działaniami, dostępne są wszystkim. Stąd sprawności etyczne uznawane są za pierwszorzędny wyznacznik specyfiki człowieka. Doskonalenie cnót dianoetycznych jest przydawaniem doskonałości do doskonałości i jako takie nie jest warunkiem koniecznym dla egzystencji ludzkiej (por. Etyka nikomachejska 1103a-b oraz przypis do 1103 a 3).

Jak każdy byt, człowiek musi urzeczywistniać tkwiące w materii możności, aby zrealizować samego siebie, aby zaistnieć w formie zgodnej ze swą naturą. Dynamiczne istnienie bytu na płaszczyźnie antropologicznej odzwierciedla się poprzez ujęcie życia człowieka w kategoriach działania jako aktualizacji duchowych możności, ze szczególnym naciskiem na aktualizację części etycznej, uczestniczącej poniekąd w rozumie.

### Specyficzne funkcje i zadania człowieka
Rozwijając podane przez Arystotelesa określenie specyfiki człowieka przez właściwą dla niego funkcję (działanie duszy i postępowanie zgodne z rozumem), można wskazać na kolejny istotny aspekt tej teorii: na płaszczyźnie antropologicznej koncepcja osiągania celu zyskuje dodatkowy wymiar funkcjonalny, cel staje się funkcją, zadaniem, które należy wypełnić. Człowiek ma swoistą funkcję do spełnienia, która odróżnia go od innych istot żyjących i czujących, i która zarazem przesądza o "byciu człowiekiem", nie tylko o wypełnianiu danego zawodu, np. o byciu fletnistą (Etyka nikomachejska 1097a 23). Można uznać, że wypełnienie tej funkcji decyduje o tym, czy dany byt staje się i jest człowiekiem - czy ta możność została w nim urzeczywistniona, czy rozwija się on zgodnie ze swoją naturą – czy więc dąży do właściwego dla siebie celu. To staje się wyznacznikiem jakości istnienia człowieka: wartość i dobroć człowieka tkwi w wypełnianiu właściwej mu funkcji (Etyka nikomachejska 1098a). Funkcja ta jest jednocześnie ujęta w sposób podwójny: jako aktualizacja możności rozpoznawania dobra i jako urzeczywistnianie rozpoznanego dobra w kierowaniu postępowaniem.
Celem, ku któremu kierują się wszystkie pragnienia i podejmowane przez człowieka działania, jest zawsze dobro - które nie musi być dobrem obiektywnym, ale tym, co jednostce tylko wydaje się dobrym, co ona za dobro uznaje.  (Etyka nikomachejska 1094a). Arystoteles wprowadza swoistą gradację dóbr, dzieląc je na pośrednie, czyli potrzebne jako środki do osiągnięcia innych celów, będące przedmiotem dążenia ze względu na coś innego oraz wyróżniając dobro samo przez się i dobro najwyższe (Etyka nikomachejska 1094a 22). Jest ono sumą wszystkich dążeń, wspólnym celem wszystkich czynności, który określa odrębna dyscyplina wiedzy - polityka, będąca wiedzą o czynnościach, jakie w państwie należy podjąć, a jakich zaniechać (Etyka nikomachejska 1094b 5); dobro najwyższe jest zarazem określane jako doskonałość i samowystarczalność: to, co samo przez się czyni życie godnym pożądania i wolnym od wszelkich braków (Etyka nikomachejska 1097b 15).

### Pojęcie etycznej doskonałości człowieka a państwo
Dołączenie do określeń celu warunku samowystarczalności jako doskonałości otwiera kolejny problem myśli Arystotelesa, widoczny już także w uznaniu polityki za naukę naczelną w dążeniu do dobra, czyli zagadnienie niesamowystarczalności człowieka. Człowiek nie może zrealizować swojego celu samotnie, nie osiągnie dobra indywidualnie, konieczne jest dla niego życie we wspólnocie państwowej. Ten, kto żyje poza nawiasem życia wspólnotowego traci właściwie prawo do nazwy człowieka: jest albo herosem, pół-bogiem, albo istotą zwyrodniałą, pół-zwierzęciem (Polityka 1253a). 
Doskonałość i samowystarczalność jako taka jest możliwa do urzeczywistnienia dopiero w państwie, staje się celem całej wspólnoty - stąd pojawiające się u Arystotelesa twierdzenia takie jak: państwo jest z natury doskonalsze niż jego części (Polityka 1252a), państwo istnieje uprzednio względem swoich części (Polityka 1253a). Doskonałość, jaką człowiek może osiągnąć, jest zatem doskonałością części, pojmowanej zawsze w kontekście całości. Zakłada to oczywiście swoistą wizję więzi społecznej - chciałoby się powiedzieć wybitnie realistyczną, w której człowiek jakość swego istnienia czerpie z jakości wspólnoty, w której uczestniczy, czy będzie to rodzina, czy państwo; jako jednostka, w samotności, nie przysługuje mu nawet prawo otrzymania nazwy "człowieka". Konieczność jednoczenia się we wspólnocie wynika ponadto także z istniejących pomiędzy ludźmi różnic: ludzie w żadnym wypadku nie są sobie równi. Różnice te są po części naturalne - Arystoteles odróżnia kobietę i niewolnika od człowieka (Polityka 1252b), po części zaś wynikają z przyjętego sposobu życia, który może wprowadzić podziały pomiędzy tych, którzy mogliby być równymi (choć ta równość jest zawsze zrelatywizowana do jakiegoś względu – nie ma ludzi całkowicie równych sobie, jak i nie ma ludzi identycznych) (Polityka 1283a). Życie poświęcone używaniu degraduje człowieka do poziomu barbarzyńcy, który Arystoteles zrównuje z bydlęcym stylem życia, jedynie działalność obywatelska lub – w nielicznych wypadkach – kontemplacja teoretyczna daje szansę spędzenia życia w sposób godny „człowieka”. Całokształt tej koncepcji daje się ująć w kategoriach zdolności do zaangażowania się w podejmowanie decyzji, kierowanie sprawami codziennymi, własnym życiem i - w najszerszej przestrzeni - sprawami publicznymi. Ten sposób rozumowania stosuje Arystoteles wykazując zbieżność natur barbarzyńców i niewolników: znakiem niewolniczej natury barbarzyńców jest to, iż nie mają oni czynnika powołanego do władania (Polityka 1252b).

### Cnota jako podstawowy dynamizm życiowy
Koncepcja cnoty jako podstawowego dynamizmu życiowego jawi się jako konsekwencja i synteza następujących przesłanek: 
1. istnieje konieczność wypełnienia właściwej człowiekowi funkcji,
2. specyfika człowieka jest wyznaczana przez jego rozumność,
3. rozumność jest ujmowana przez Arystotelesa jako zdolności moralne.  Cnota jest doskonałością natury duchowej, polegająca na wprowadzaniu w czyn rozpoznanego dobra moralnego, uwidaczniającą się w urzeczywistnianiu konkretnych wyborów; jej praktykowanie jest także sposobem osiągania szczęścia w życiu. Nie jest wynikiem jednorazowego podjęcia działania, ale kształtuje się na przestrzeni czasu, utrwalając w duszy swoiste przyzwyczajenia i nawyki (Etyka nikomachejska 1103a - 1104b). Podobnie jak najwyższe dobro nie jest sprawą indywidualną, nie daje się zamknąć w prywatnej sferze /(gr.) oikos/, ale jest dobrem dotyczącym całej wspólnoty państwowej, tak i cnota dla swego pełnego urzeczywistnienia wymaga przestrzeni polis. Sprawowanie kontroli nad życiem nie ogranicza się tylko do kierowania rodziną, sprawami majątkowymi i zarządzania domem; człowiek ex definitione, ze swej natury musi być także obywatelem – mieć udział w dyskusji o sprawach politycznych i wywierać wpływ na istotne dla polis sprawy. Stąd wynika określenie człowieka jako istoty politycznej: człowiek jest takim bytem, który w pełni może się zaktualizować jedynie w przestrzeni polis (Polityka 1253a).

### Dzieła Arystotelesa
- Arystoteles: Etyka nikomachejska. Daniela Gromska (przekład i oprac.). Warszawa: Wydawnictwo Naukowe PWN, 2007, s. 328. ISBN 978-83-01-15172-0.
- Arystoteles: Polityka. Piotrowicz, L. M. ; Szymański, M. (oprac.). Warszawa: Wydawnictwo Naukowe PWN, 2006, s. 230. ISBN 83-01-14309-6.

### Opracowania
- Fleischer, Margot: Hermeneutische Anthropologie, Berlin-Nowy Jork, 1976.
- Krokiewicz A.: Arystoteles, Pirron i Plotyn. Warszawa: IW "PAX", 1974, s. 271.